# フランスの詩人一覧
詩人一覧 > フランスの詩人一覧
フランスの詩人の一覧。
| 目次 | 目次 | 目次 | 目次 | 目次 | 目次 | 目次 | 目次 | 目次 | 目次 | 目次 |
| ---- | ---- | ---- | ---- | ---- | ---- | ---- | ---- | ---- | ---- | ---- |
| ア   | イ   | ウ   | エ   | オ   |      | ハ   | ヒ   | フ   | ヘ   | ホ   |
| カ   | キ   | ク   | ケ   | コ   |      | マ   | ミ   | ム   | メ   | モ   |
| サ   | シ   | ス   | セ   | ソ   |      | ヤ   |      | ユ   |      | ヨ   |
| タ   | チ   | ツ   | テ   | ト   |      | ラ   | リ   | ル   | レ   | ロ   |
| ナ   | ニ   | ヌ   | ネ   | ノ   |      | ワ   |      | ヲ   |      | ン   |

## ア
- ギヨーム・アポリネール
- ルイ・アラゴン
- アントナン・アルトー
- アルフォンス・アレー

## ウ
- ポール・ヴァレリー
- シャルル・ド・ヴァロワ (オルレアン公)
- シャルル・ヴィルドラック
- ボリス・ヴィアン
- ペイレ・ヴィダル
- アルフレッド・ド・ヴィニー
- フランソワ・ヴィヨン
- オーギュスト・ヴィリエ・ド・リラダン
- ポール・ヴェルレーヌ
- ベルナルト・デ・ヴェンタドルン
- ジャン・ド・ヴォゼル

## エ
- ポール・エリュアール

## カ
- ミシェル・ディミトリー・カルヴォコレッシ
- ペイレ・カルデナル

## キ
- ジャン＝マリー・ギュイヨー
- ギヨーム9世 (アキテーヌ公)

## ク
- レーモン・クノー
- ジュリアン・グラック
- ルネ・クルヴェル
- ポール・クローデル

## コ
- テオフィル・ゴーティエ
- ジャン・コクトー

## サ
- サン・ヴィクトールのアダン
- サン＝ポル＝ルー

## シ
- アンドレ・シェニエ
- ルネ・シャール
- ジャウフレ・リュデル
- エドモン・ジャベス
- フランシス・ジャム
- ピエール・ジャン・ジューブ
- ジャン・ジュネ
- ジュール・シュペルヴィエル
- エチエンヌ・ジョデル
- アンリ・ショパン

## ス
- アンドレ・スピール
- フィリップ・スーポー

## セ
- モーリス・セーヴ
- エメ・セゼール

## ソ
- セシル・ソヴァージュ

## タ
- ラインバウト・ダウレンガ

## ツ
- トリスタン・ツァラ

## テ
- ギオ・ド・ディジョン
- テオバルド1世 (ナバラ王)
- ロベール・デスノス
- ニコラ・ボアロー＝デプレオー
- ギヨーム・デ・ゾーテル
- アントワーヌ・デュ・ヴェルディエ
- ジョアシャン・デュ・ベレー

## ト
- ポンチュス・ド・チヤール
- クレティアン・ド・トロワ
- ジャン＝アントワーヌ・ド・バイフ
- ジャン・ドラ

## ネ
- ジェラール・ド・ネルヴァル

## ノ
- セザール・ド・ノートルダム
- ノストラダムス

## ハ
- テオドール・ド・バンヴィル

## ヒ
- ロマン・ビュシーヌ
- ミシェル・ビュトール

## フ
- フィリップ・ル・シャンスリエ
- カトラン・フォルチュネ
- ジャン・ド・ラ・フォンテーヌ
- シュリ・プリュドム
- ガス・ブリュレ
- アンドレ・ブルトン
- ジャック・プレヴェール

## ヘ
- シャルル・ペギー
- アイメリック・デ・ペギヤン
- コノン・ド・ベテュヌ
- ベランジュ
- シラノ・ド・ベルジュラック
- サン＝ジョン・ペルス
- バンジャマン・ペレ
- ベルトラン・デ・ボルン
- ジャック・ペルチエ・デュ・マン
- レミ・ベロー
- シャルル・ペロー

## ホ
- シャルル・ボードレール
- ウジェーヌ・ポティエ
- ジャン・ボデル
- ギラウト・デ・ボルネーユ

## マ
- ギヨーム・ド・マショー
- ステファヌ・マラルメ
- マリー・ド・フランス
- マルグリット・ド・ナヴァル
- クレマン・マロ
- アルナウト・デ・マローユ
- カチュール・マンデス

## ミ
- アンリ・ミショー
- フレデリック・ミストラル
- アルフレッド・ド・ミュッセ
- アンリ・ミュルジェール
- オスカル・ミロシュ

## モ
- ギ・ド・モーパッサン
- ポール・モラン

## ユ
- ヴィクトル・ユーゴー

## ラ
- ラインバウト・デ・ヴァケイラス
- ピエール・フランソワ・ラスネール
- レイモン・ラディゲ
- マルク＝アンドレ・ラファロヴィチ
- ジュール・ラフォルグ
- ルイーズ・ラベ
- ギヨーム・ド・ラ・ペリエール
- ジャン・バスチエ・ド・ラ・ペリューズ
- アルフォンス・ド・ラマルティーヌ
- アルチュール・ランボー

## リ
- ギラウト・リキエル

## ル
- ピエール・ルイス
- レーモン・ルーセル
- シャルル＝マリ＝ルネ・ルコント・ド・リール
- ジュール・ルナール
- ピエール・ルヴェルディ

## レ
- アリーナ・レイエス
- ジャンノ・ド・レスキュレル
- ミシェル・レリス

## ロ
- エドモン・ロスタン
- ロートレアモン伯爵
- ピエール・ド・ロンサール